# Čavle
Čavle (olaszul:  Zaule di Liburnia) falu és község Horvátországban, Tengermellék-Hegyvidék megyében. Közigazgatásilag Buzdohanj, Cernik, Grobnik, Ilovik, Mavrinci, Podčudnič, Podrvanj, Soboli és Zastenice települések tartoznak hozzá.

## Fekvése
Fiume központjától 5 km-re északkeletre, az A6-os autópálya mellett fekszik.

## Története
A történelem előtti időkben egészen a római korig község mai területét az illírek egyik népe liburok lakták. Ahogy máshol is a libur civilizáció legismertebb emlékei az egykori erődített települések és a jól védhető helyeken épített várak maradványai. Ezzel kapcsolatosak az itt is több helyen megtalálható Gradac vagy Gradišće elnevezések. A 4. században a várak és őrtornyok láncolata Fiumétól (Tarsatica) a szlovéniai Vrhnikiig (Nauportus) húzódott és maradványaik számos településen fennmaradtak a grobniki uradalom területén. Bár ez a védelmi rendszer feltételezhetően már az ókorban is megvolt, mára fennmaradt formája a középkorban alakult ki. Ennek a védelmi rendszernek Grobnik vára volt a kulcsa, mely a Vinodol felé szétágazó utakat és vidéküket ellenőrizte. Grobnik jelentősége különösen az 1493-as udbinai csata után nőtt meg, amikor egyházi központtá is vált. A török által lerombolt Modruš helyett megalapították a grobniki káptalant, mely a 18. század végéig működött.
A grobniki uradalom magában foglalta az egész grobniki mezőt és a környező határvidéket, melynek urai 1225 és 1566 között a Frangepánok, majd később a Zrínyiek voltak, akik 1671-ig voltak birtokosai. Ezután 1725-ig a császári kamara, 1766-ig a Perlas grófok, 1872-ig a Batthyányak, majd 1945-ig amikor államosították a Turn-Taxis család birtoka volt.
A 19. század folyamán a kereskedelmi forgalom megnövekedésével az uradalom területén új gazdasági központok fejlődtek ki, ilyen központ lett a Grobnik és Bakar közötti út mebtén fekvő Cernik, valamint a Lujziána út mentén fekvő Soboli és Čavle, a község mostani központja. A településnek 1857-ben 328, 1910-ben 478 lakosa volt. 2011-ben a falunak 1353, a községnek összesen 7215 lakosa volt.

## Lakosság
| Lakosság változása | Lakosság változása | Lakosság változása | Lakosság változása | Lakosság változása | Lakosság változása | Lakosság változása | Lakosság változása | Lakosság változása | Lakosság változása | Lakosság változása | Lakosság változása | Lakosság változása | Lakosság változása | Lakosság változása | Lakosság változása |
| ------------------ | ------------------ | ------------------ | ------------------ | ------------------ | ------------------ | ------------------ | ------------------ | ------------------ | ------------------ | ------------------ | ------------------ | ------------------ | ------------------ | ------------------ | ------------------ |
| 1857               | 1869               | 1880               | 1890               | 1900               | 1910               | 1921               | 1931               | 1948               | 1953               | 1961               | 1971               | 1981               | 1991               | 2001               | 2011               |
| 328                | 336                | 356                | 343                | 423                | 478                | 492                | 598                | 639                | 609                | 694                | 890                | 1228               | 1221               | 1248               | 1353               |

## Nevezetességei
- Grobnik vára.
- Grobnik Szentháromság tiszteletére szentelt plébániatemploma.
- Cernik Szent Bertalan apostol tiszteletére szentelt plébániatemploma.
- Védett épület a Čavja 31. szám alatti Chebuhar-ház.[5] Kétszintes, hosszan elnyújtott téglalap alaprajzú, nyeregtetős épület. A ház elején egy külső központi lépcső található. Az udvar felőli oldalon az épület hosszú oldala mentén egy boltíves kőteraszt alakítottak ki, amelynek boltívei a terepadottságoknak megfelelően különböző méretűek. A ház kőből és téglából épült, a portálon, a bejárat felett az 1846-os évszám mellett az F. Ch. kezdőbetűk vannak bevésve. A ház mellett egy kőből épített ciszterna található, amelyet kőkerítés vesz körül. Valószínűleg egyedi terv alapján építették tapasztalt építőmesterek, elegáns családi kúriaként.
- Védett épület a téglalap alaprajzú Linić-ház,[6] mely mára már beomlott nyeregtetővel és félemeleti résszel rendelkezik. Az épület az úttal párhuzamosan helyezkedik el. A ház mellett épített kő ciszterna 1830-ból származó felirattal rendelkezik, azonban a ház ennél korábbi időszakból származik. A ház azért műemléki értékű, mert a helyi népi építkezési módot jeleníti meg, melyet a 19. században, esetleg még korábban is alkalmaztak.